# Hunters Hollow
Hunters Hollow és una població dels Estats Units a l'estat de Kentucky. Segons el cens del 2000 tenia 372 habitants.

## Demografia
Segons el cens del 2000, Hunters Hollow tenia 372 habitants, 117 habitatges, i 106 famílies. La densitat de població era de 2.393,8 habitants/km².
Dels 117 habitatges en un 52,1% hi vivien nens de menys de 18 anys, en un 76,1% hi vivien parelles casades, en un 12% dones solteres, i en un 9,4% no eren unitats familiars. En el 6,8% dels habitatges hi vivien persones soles l'1,7% de les quals corresponia a persones de 65 anys o més que vivien soles. El nombre mitjà de persones vivint en cada habitatge era de 3,18 i el nombre mitjà de persones que vivien en cada família era de 3,33.
Per edats la població es repartia de la següent manera: un 31,7% tenia menys de 18 anys, un 7,8% entre 18 i 24, un 38,4% entre 25 i 44, un 20,7% de 45 a 60 i un 1,3% 65 anys o més.
L'edat mediana era de 31 anys. Per cada 100 dones de 18 o més anys hi havia 96,9 homes.
La renda mediana per habitatge era de 55.000 $ i la renda mediana per família de 55.750 $. Els homes tenien una renda mediana de 38.375 $ mentre que les dones 20.809 $. La renda per capita de la població era de 17.665 $. Entorn de l'1,8% de les famílies i el 3% de la població estaven per davall del llindar de pobresa.

## Poblacions més properes
El següent diagrama mostra les poblacions més properes.